# Lucas Carstensen
Pour les articles homonymes, voir Carstensen.
Lucas Carstensen, né le 16 juin 1994 à Hambourg, est un coureur cycliste allemand.

## Biographie
En août 2014, Lucas Carstensen est enrôlé par l'équipe continentale Bike Aid-Ride for help en tant que stagiaire. L'année suivante, il se classe deuxième d'une étape du Tour du Costa Rica.
En 2017, il rejoint l'équipe allemande Embrace the World. Bon sprinteur, il se distingue au niveau UCI en remportant des étapes du Tour du Sénégal, du Tour de Tunisie et du Tour de Xingtai. Après ses bonnes performances, il intègre finalement la formation allemande Bike Aid en 2018. Dès le mois de janvier, il s'impose sur l'étape inaugurale de la Tropicale Amissa Bongo. Il ajoute également à son palmarès une étape de la Rás Tailteann puis une étape du Tour de Hainan.
Au printemps 2019, il s'impose sur le Grand Prix Alanya. En 2020, après l'annulation de nombreuses courses sur route en raison de la Pandémie de Covid-19, la Coupe d'Allemagne est remplacée par une ligue virtuelle. Après cinq épreuves, il remporte le classement général.

## Palmarès
- 2015
  - 2e étape du Tour de Vysočina
- 2017
  - 1re, 6e et 8e étapes du Tour du Sénégal
  - 2e étape du Tour de Tunisie
  - Grand Prix de Buchholz
  - Cottbus-Görlitz-Cottbus
  - 2e étape du Tour de Vysočina
  - 3e étape du Tour de Xingtai
  - 3e du Tour du Sénégal
  - 3e du Tour de Bochum
- 2018
  - 1re étape de la Tropicale Amissa Bongo
  - 5e étape de la Rás Tailteann
  - 2e étape du Tour de Hainan
- 2019
  - Grand Prix Alanya
  - 1re, 4e (contre-la-montre par équipes) et 8e étapes du Tour du lac Poyang
- 2020
  - 2e étape du Tour de Roumanie
  - 2e et 5e étapes du Tour de Thaïlande
  - 2e du Grand Prix Manavgat-Side
- 2021
  - 1re, 2e, 4e et 5e étapes du Tour de Thaïlande
  - Tour de CMU :
    - Classement général
    - 2e et 3e étapes
- 2022
  - Grand Prix de Buchholz
  - 1re étape du Tour de Roumanie
  - 2e étape du Tour d'Iran - Azerbaïdjan
- 2023
  - 5e étape de la New Zealand Cycle Classic
  - 5e étape du Sharjah Tour
  - 1re et 2e étapes du Tour d'Iran - Azerbaïdjan
  - Tour de Binzhou :
    - Classement général
    - 1re étape
- 2024
  - The Bueng Si Fai International Road Race
  - 1re étape du Tour de Thaïlande
  - 1re et 3e étapes du Masters Tour of Chiang Mai
  - 3e du Masters Tour of Chiang Mai
- 2025
  - 2e, 3e, 9e et 10e étapes du Tour du Cameroun
  - 3e du Grand Prix de Buchholz

## Classements mondiaux
| Année                                 | 2015 | 2016 | 2017 | 2018 | 2019 | 2020 | 2021  | 2022  | 2023 | 2024 |
| ------------------------------------- | ---- | ---- | ---- | ---- | ---- | ---- | ----- | ----- | ---- | ---- |
| Classement mondial                    |      | nc   | 808e | 623e | 970e | 290e | 1794e | 1244e | 404e | 881e |
| UCI Europe Tour                       | nc   | nc   | nc   | 528e | 701e | 238e | 1231e | 866e  | nc   | nc   |
| UCI Asia Tour                         | nc   | nc   | 393e | 423e |      |      |       |       |      |      |
| UCI America Tour                      | 377e | nc   | nc   | nc   |      |      |       |       |      |      |
| UCI Africa Tour                       | nc   | nc   | 30e  | 92e  |      |      |       |       |      |      |
|                                       |      |      |      |      |      |      |       |       |      |      |
| Légende : nc = non classéSource : UCI |      |      |      |      |      |      |       |       |      |      |